# Austerocardiochiles japonicus
Austerocardiochiles japonicus är en stekelart som först beskrevs av Watanabe 1937.  Austerocardiochiles japonicus ingår i släktet Austerocardiochiles och familjen bracksteklar. Inga underarter finns listade.